# Fidel de Sigmaringa
San Fidel de Sigmaringa, O.F.M.Cap. (Sigmaringa, Alemania, 1577-Seewis, Suiza, 24 de abril de 1622), presbítero capuchino, primer mártir de la Sagrada Congregación de Propaganda Fide (actualmente Congregación para la Evangelización de los Pueblos), elevado a los altares de la Iglesia católica. 
Marcos Rey nació en Sigmaringa, Suabia, a orillas del Danubio dentro del hogar católico formado por los aristócratas Juan Rey, de ascendencia española, y Genoveva Rosemberger. En el bautismo recibió el nombre de Marcos. Como era de familia noble, cursó sus estudios en la Academia Archiducal de Friburgo de Brisgovia, donde destacó como un alumno descollante. Manejaba ampliamente el latín, francés e italiano, y muy joven consiguió el doctorado en Derecho Civil y Canónico, con la firme idea de ser el defensor de los oprimidos. 
En 1604, el barón de Stotzingen le encargó que acompañara como preceptor a un hijo suyo y a otros jóvenes en un viaje instructivo por Europa. Durante este viaje, Marcos se da cuenta de la violenta e inestable situación en que se encontraba Europa debido a los remezones de la Reforma protestante (aparecida en la primera mitad del siglo XVI). Había por doquier ambiente de lucha, de recelos, de incomodidad religiosa y política. Durante el viaje, que duró 6 años, no dejó un solo día sus prácticas piadosas y caritativas ni la participación en los sacramentos, discutía con energía y seguridad con los protestantes, sin perder nunca la calma y llamando la atención por su erudición.
A la vuelta del viaje abrió su despacho de abogado en Ensisheim (Alsacia) con el optimismo de la juventud, ejerciendo con rectitud y caridad, inclinándose siempre por defender especialmente a los más desfavorecidos, pero pronto se da cuenta de la corrupción, los artilugios y trampas de los que se valían algunos de sus colegas para lograr sus objetivos, lo cual le causa gran desilusión. Comienza a pensar seriamente en consagrar su vida a la causa de Dios y de la Iglesia. Tras un importante tiempo de discernimiento, por consejo del obispo de Constanza es ordenado sacerdote en 1612 y posteriormente ingresa a la Orden de los Hermanos Menores Capuchinos, que en esta época estaba muy extendida por Alemania y Suiza, recibiendo el nombre de Fidel. 
Apenas terminados los estudios de teología, se dedicó de lleno a la predicación. Recorrió gran parte de Suiza, Austria y el sur de Alemania, hablando siempre con gran elocuencia, suavidad y mansedumbre, brindando un mensaje claro, directo y bien preparado, haciéndose tan atractivo por estas cualidades, que hasta los protestantes le oían con agrado. Se agregaba a esto un espíritu siempre dedicado al servicio de los demás, visitando enfermos, consolando a los tristes y apaciguando las discordias. Alternó toda su actividad con el cargo de guardián de los conventos de Friburgo, Rheinfelden y Feldkirch. Presidiendo la comunidad de este último fue destinado a la misión de la Alta Rezia, en donde encontró el martirio. Gracias a su dedicada actividad apostólica alcanza pronto gran reputación.
El año 1622 el archiduque de Austria Leopoldo, que había emprendido una cruzada contra los protestantes, conquistó el país de los grisones, en Suiza, y pidió al Papa que enviase allí misioneros. Suiza fue una de las naciones que más directamente padecieron las consecuencias de las luchas y divisiones entre protestantes y católicos. El llamado del archiduque tuvo eco en Roma, pues estaba recién fundada la Congregación de Propaganda Fide, sección de la Curia Romana dedicada a la organización de la actividad misionera de la Iglesia en todo el mundo. Así, se envío un grupo de 10 capuchinos liderados por fray Fidel, sabiendo que la misión encomendada en un ambiente profundamente agitado encerraba grandes dificultades y la seria posibilidad de perder la vida. Allí inició una activa labor de predicación, recibiendo frecuentemente amenazas e insultos, pero también logrando varias conversiones, lo que aumentaba el resquemor hacia él entre los líderes calvinistas. 
El 24 de abril de 1622 el padre Fidel fue invitado por un grupo de protestantes de Seewis (o Sevis) con el pretexto de escuchar las prédicas del famoso misionero. Asistió a la iglesia del pueblo acompañado del archiduque y una escolta de soldados. Al final de la prédica un grupo armado irrumpió en el templo e intentaron asesinarlo a balazos. Aunque fray Fidel ya sabía que le esperaba el martirio y había dejado todo en manos de Dios, fue rápidamente evacuado del templo; de todas formas a las afueras sus enemigos le interceptaron y le conminaron a hacerse protestante. Ante su negativa, fue brutalmente asesinado a heridas de espada y garrotazos en la cabeza. 
Fue sepultado en el convento de Feldkirch, donde había sido guardián, pero su cráneo se conserva bajo el altar mayor de la catedral de Coira, Suiza. Benedicto XIII le beatificó el 21 de marzo de 1729 y Benedicto XIV le canonizó, juntamente con San José de Leonisa, otro fraile capuchino, el 26 de junio de 1746.
De él escribió el fraile y poeta capuchino Prudencio de Salvatierra: 

Esta figura caballeresca es digna de un retablo medieval, o mejor, de un sepulcro en las catacumbas romanas. Noble nacimiento, esmerada educación, aspecto atrayente, finos modales, alma seráfica, martirio heroico; por dondequiera que se le contemple, este santo capuchino es una estampa de perfección.